# Библиотека Монсеррат
Библиотека Монсеррат (исп. и кат. Biblioteca de Montserrat) — библиотека при бенедиктинском монастыре Монсеррат в Каталонии (Испания).

## История
Скрипторий и библиотека при монастыре Монсеррат возникли в XI веке. В 1499 году приор Гарсия Хименес де Сиснерос открыл в монастыре типографию.
В 1811 году вследствие наполеоновских войн монастырь был разрушен, и большая часть документов библиотеки была утеряна.

## Современное состояние
Библиотека Монсеррат была восстановлена в конце XIX века. Увеличение объёмов фонда стало особенно значительным, когда инициативу проявил священник Антони Мария Марсет (1878—1946, активная деятельность в библиотеке — 1913—1946). За несколько лет объём фонда библиотеки Монсеррат увеличился с пятнадцати тысяч до ста пятидесяти тысяч томов. Гражданская война и Вторая мировая война приостановили развитие библиотеки, однако после войн объём фонда удвоился.
В библиотеке Монсеррат существуют отделы философии, богословия, библеистики, патрологии, литургики, музыки, истории искусств, всеобщей истории, истории Каталонии и Арагона. Объём фонда составляет около 360100 единиц:
- монографии (несерийные публикации) — 330 000;
- периодические издания — 6000;
- рукописи — 1500;
- инкунабулы — 400;
- издания XVI века — 3700;
- гравюры — 18000;

- старинные географические карты — 500[1].

В фонде библиотеки находятся документы на латинском, древнегреческом, древнееврейском, коптском, арабском, сирийском, испанском и каталанском языках. Среди наиболее значительных документов, хранящихся в библиотеке, — Llibre Vermell de Montserrat (в переводе с каталанского «Красная книга монастыря Монсеррат»).